# Чирпанско земетресение
Чирпанското земетресение е поредица от сеизмични трусове край Чирпан, Пловдив, Поповица и Гълъбово в Маришкия сеизмичен район в Южна България от 14 до 25 април 1928 г.
В град Чирпан и околностите трусът на 14 април достига 10-та степен (от максимум 12) по скалата на Меркали.
Като Пловдивско земетресение и Поповишко земетресение е известен трусът в Пловдив и Поповица на 18 април с магнитуд 7,0 (при макс. 9) по скалата на Рихтер, също от 10-та степен по Меркали, докато в околни села е по-силен – от 11-та степен.

## Трусове
Първият трус е регистриран в 11 часа 20 минути преди обяд на 14 април 1928 година с епицентър на около 8 км северозападно от Чирпан и с магнитуд 6,8 по Рихтер. Денят е Велика събота по църковния календар.
На 18 април в 21 часа и 20 минути вечерта следва нов силен трус с подобен магнитуд (7,0 по Рихтер) и епицентър близо до Поповица, Пловдивско. Хипоцентърът и на двата труса се намира на дълбочина около 15 км.
На 25 април 1928 г. в Гълъбово има земетресение с магнитуд 5,6 по Рихтер.
В продължение на 11 дни земята се люлее през час с различна сила. Всъщност, сеизмичната активност в района започва на 29 март и е продължила до началото на юни 1928 г.

## Щети
След първия трус са разрушени почти всички сгради в Чирпан и Борисовград (днешен Първомай). Седем хиляди семейства остават без покрив, деформирани са железопътни линии, изменен е дебитът на кладенците и изворите, за известно време изчезва Меричлерският минерален извор. Понякога вторият трус е наричан Пловдивското земетресение от 1928 г. поради големите разрушения причинени от него на града. Една трета от Пловдив е разрушен.
Земетресенията засягат една седма от територията на България с над 400 хиляди души население. Пострадали са над 240 села. Жертвите са 107 души и 500 са ранените. Земетресенията причиняват общо щети на стойност около 3,3 милиарда лева. Над 72 хиляди сгради са засегнати като около 26 хиляди сгради от тях са разрушени; 402 от разрушените сгради са били държавни и общински училища, а 250 – църкви.
В събота около обяд, когато става първия трус, много от хората са били извън домовете си, а децата по принцип са били в пролетна ваканция. Този факт спасява стотици човешки живота. След първия трус много хора живеят и спят на открито, в палатки от черги.

## Възстановяване
Правителството на Андрей Ляпчев изпраща самолет до засегнатия район, защото телефонните връзки са прекъснати. Председателят на Народното събрание Александър Цанков и народни представители от района посещават засегнатите места. Лично цар Борис III посещава разрушените населени места и остава в Пловдив като се ангажира в организиране на първата помощ на пострадалите. По министерско нареждане войската активно съдейства за осигуряване на подслон и храна за нуждаещите се, и разчистване на развалините.
Народното събрание гласува за създаването на Дирекция за подпомагане и възстановяване земетръсната област 1928 година (ДИПОЗЕ), чиято задача е била и научното обследване на земетресенията. Нейното действие е за определен срок до 1931 година. Дирекцията финансира строителството на обществените сгради и подпомага пострадалото население. Държавата отпуска 100 милиона лева за възстановяване на щетите, с постановление на Министерския съвет на 26 април 1928 година. В рамките на три години дирекцията успява почти напълно да отстрани щетите от разрушенията. Веднага след силните трусове започва събиране на помощи за пострадалите в национален и международен мащаб. Създаден е Всенароден комитет, който има за задача да събира помощи от България и чужбина. България получава и съдействие от Обществото на народите и от Междусъюзническата контролна комисия, от които в България пристигат общо около 880 млн. лева. Помощи изпращат и много от съседните държави. Чешкият журналист Владимир Сис инициира кампания за събиране на помощи за пострадалите от земетресението и успява да събере сума от 160 хиляди крони. Международните помощи достигат над 60 млн. лева от повече от 30 страни.

## Причини
Движенията по двата разлома, които генерират земетресения през април 1928 г. са от разседен тип, което означава, че по-силно изразената компонента е вертикалното движение. Всъщност значителна част от Тракийската низина между двата разлома – чирпанския (първото земетресение) и поповишкия (земетресението от 18 април) пропада средно на 40 – 50 см, като на някои места тази амплитуда достига 3 м.

## Последствия
Книгата „Страшната народна злочестина“ на Недко Каблешков описва събитията от 1928 година в Пловдив.
Военният клуб в Пловдив е разрушен, след това е ремонтиран, но сградата не достига първоначалната си помпозност с високите кули. Сградата, в която е заседавало Областно събрание на Източна Румелия, е пострадала сериозно от земетресението и през 1930 г. е разрушена. Храмът „Света Неделя“ е силно пострадал и е основно ремонтиран през 1930 г.
Едва завършена през 1927 г. новата триетажна сграда на Международната католическа болница в Пловдив е също пострадала. Партерът и външната стена на източното стълбище са напълно разрушени. Земетресението нанася огромни щети на музея към френския колеж в Пловдив. Много от експонатните са повредени. През 1934 г. музеят е отново подреден и отворен за посещения.
Непокътнати остават къщите в Стария град. Изградени от греди свързани със скоби, при трус те се люлеят и усукват, но не падат. Останали са и къщите по проект на Йосиф Шнитер, който вече е използвал бетон. Железопътният мост в Пловдив е изместен встрани с 28 см. На другия ден от техническа секция София пристига секционен инженер Димитър Золотович с шлосери и само за 2 часа мостът е наместен. Линията от двете страни обаче потъва с 20-30 см. Всички повреди по жп линиите са поправени още на 19 и на 20 април и влаковете отново започват да се движат. Необходими са били 80 вагона баласт и сгурия, за да се запълнят хлътналите места по жп трасето”.
Епицентърът на един от трусовете е село Чалъкови. Селото пропада няколко метра и на негово място се образува езеро. Няколко години по-късно селото е застроено отново на по-високо място.
Със средства отпуснати от Ватикана като помощ за пострадалото от земетресението католическо население в Пловдив и селата наоколо арх. Камен Петков проектира възстановяването на католическата катедрала „Св. Лудвиг“, католическото училище „Св. Андрей“ и католическата епископия, и трите в Пловдив, както и построяването на нови църкви в селата Генерал Николаево, Секирово, Белозем, Парчевич и Борец.